# Lista jednostek Armii Unii ze stanu Rhode Island

Flaga stanowa Rhode Island

Stan Rhode Island na mapie USA

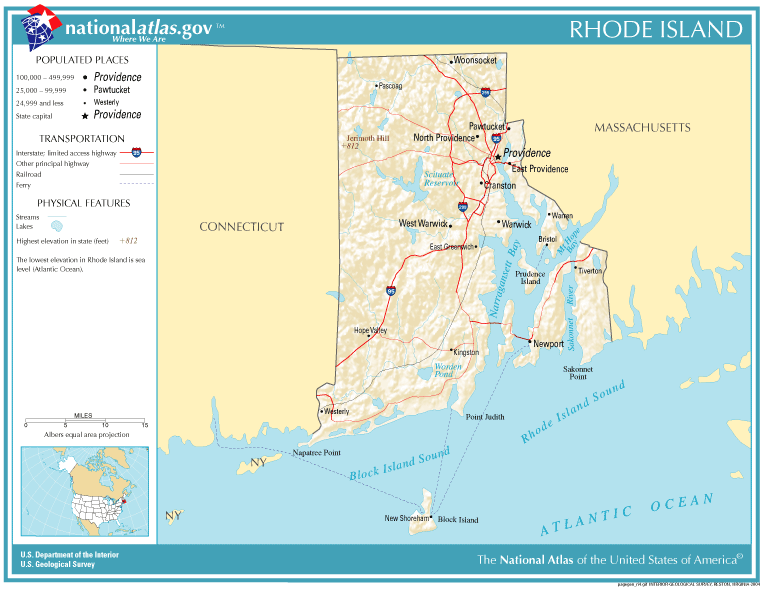
Mapa stanu Rhode Island

Lista jednostek Armii Unii ze stanu Rhode Island w czasie wojny secesyjnej 1861–1865.

## Piechota
- 1 Pułk Piechoty Rhode Island (1st Rhode Island Infantry Regiment)
- 2 Pułk Piechoty Rhode Island (2nd Rhode Island Infantry Regiment)
- 3 Pułk Piechoty Rhode Island (3rd Rhode Island Infantry Regiment)
- 4 Pułk Piechoty Rhode Island (4th Rhode Island Infantry Regiment)
- 5 Pułk Piechoty Rhode Island (5th Rhode Island Infantry Regiment)
- 6 Pułk Piechoty Rhode Island (6th Rhode Island Infantry Regiment)
- 7 Pułk Piechoty Rhode Island (7th Rhode Island Infantry Regiment)
- 8 Pułk Piechoty Rhode Island (8th Rhode Island Infantry Regiment)
- 9 Pułk Piechoty Rhode Island (9th Rhode Island Infantry Regiment)
- 10 Pułk Piechoty Rhode Island (10th Rhode Island Infantry Regiment)
- 11 Pułk Piechoty Rhode Island (11th Rhode Island Infantry Regiment)
- 12 Pułk Piechoty Rhode Island (12th Rhode Island Infantry Regiment)

## Kawaleria
- 1 Ochotniczy Pułk Kawalerii Rhode Island (1st Rhode Island Volunteer Cavalry Regiment)
- 2 Pułk Kawalerii Rhode Island (2nd Rhode Island Cavalry Regiment)
- 3 Pułk Kawalerii Rhode Island (3rd Rhode Island Cavalry Regiment)

## Artyleria
- 1 Pułk Artylerii Lekkiej Rhode Island (1st Rhode Island Light Artillery Regiment)
- 3 Pułk Artylerii Ciężkiej Rhode Island (3rd Rhode Island Heavy Artillery Regiment)
- 5 Pułk Artylerii Ciężkiej Rhode Island (5th Rhode Island Heavy Artillery Regiment)
- 14 Pułk Artylerii Ciężkiej Rhode Island (14th Rhode Island Heavy Artillery Regiment)